# Căpățânești (okręg Mehedinți)
Căpățânești – wieś w Rumunii, w okręgu Mehedinți, w gminie Broșteni. W 2011 roku liczyła 108 mieszkańców.